# Julio Teodoro Salem
Julio Teodoro Salem Gallegos (Riobamba, 26 de setembro de 1900 – 3 de setembro de 1968) foi um político equatoriano. Ocupou o cargo de presidente de seu país entre 29 de maio de 1944 e 31 de maio de 1944.